# Tradescantia-ordenen
Tradescantia-ordenen (Commelinales) har fem familier:
| Familier |

- Hanguanaceae
- Kængurupote-familien (Haemodoraceae)
- Philydraceae
- Tradescantia-familien (Commelinaceae)
- Vandhyacint-familien (Pontederiaceae)